# Road to Redemption
Road to Redemption (en español: Camino a la redención) es un cortometraje western chileno de 2013, dirigido y escrito por Pablo Roldán.

## Argumento
Jack Marston es un forajido que luego de asesinar a una familia completa en su último atraco, decide entregarse a la justicia. El sheriff John Evans será el encargado de llevarlo hasta Texas para que sea colgado, sin embargo, en el camino se encontrarán con los viejos compinches de Marston y el destino de ambos cambiará para siempre.

## Elenco
- Koke Santa Ana como Jack Marston.
- Juan Crass como el sheriff John Evans.